# История евреев в Центральной Азии
История евреев в Центральной Азии уходит корнями в глубь веков, когда евреи поселились во множестве азиатских стран. Различные исторические исследования дают разные оценки времени появления и периодов пребывания евреев на территории Центральной Азии. Очевидно, что евреи появились здесь не позднее эпохи активного функционирования Великого шёлкового пути. В современной истории евреи массово прибывали в Центральную Азию в связи с разнообразными событиями исторического масштаба, в частности в связи со ссылкой неугодных власти лиц, эвакуацией во время войн, нехваткой кадров в различных отраслях народного хозяйства, насильным переселением целых народов.

## Монголия
Появление евреев в Монголии произошло в конце XIX века в результате расширения торговых связей между Сибирью и Монголией.

### История
В период Монгольской империи в Каракоруме проживала еврейская община. После падения Монгольской империи еврейская община исчезает.
До 1920 года прибывшие в Монголию евреи бежали от хаоса революций и гражданской войны в России. Некоторые из них были даже возведены в монгольскую знать, как это произошло в случае с Занзером, изменившим своё имя в честь Дзанабадзара, первого монгольского Богдо-гэгэна. После 1921 года евреи были депортированы из страны. В 1925—1926 годах русско-еврейский журналист наткнулся на общину из 50 недавно переселённых семей в отдалённом районе Внешней Монголии примерно в 200 милях от маньчжурской границы. В 1926 году в Улан-Баторе проживало 600 российских евреев, которые пытались покинуть Внешнюю Монголию, ставшую к этому времени советским сателлитом.
После распада СССР ряд евреев покинули Монголию в поисках лучших экономических возможностей. Некоторые уехали в Израиль после установления дипломатических отношений между Монголией и Израилем в 1991 году. Численность евреев в Монголии составляет менее 100 человек.
Ближайшая еврейская община с раввином расположена в Иркутске. Главный раввин Иркутска Аарон Вагнер стремится поддерживать тесные контакты с еврейской общиной в Монголии. Еврейская община в Монголии официально зарегистрирована.

## Кыргызстан
Археологические находки свидетельствуют о том, что еврейские торговцы из Хазарии начали посещать территорию Киргизии примерно в VI веке нашей эры. Термин «Дзит» для описания евреев упоминается в киргизской эпической поэме «Манас», которая восходит к X веку нашей эры. До XX века история евреев в Киргизии была напрямую связана с бухарскими евреями Узбекистана, которые были сефардами. Евреи-ашкеназы впервые прибыли в Киргизию с её завоеванием в 1876 году русскими в результате русско-кокандской войны. После Первой мировой войны их число увеличилось. Вторая мировая война вынудила более 20 000 евреев-ашкенази бежать в Киргизию из оккупированных нацистами западных частей СССР. Начавшаяся в 1970-е годы эмиграция в Израиль привела к тому, что настоящее время в стране проживает всего лишь около 500 евреев.

## Казахстан

### Евреи в Казахстане
Множество еврейских юношей оказались в Казахстане после того, как российский император Николай I в 1827 году подписал указ о натуральной воинской повинности для евреев (кантонисты), в соответствии с которым ежегодно царскую армию должны были пополнять по 10 рекрутов возрастом от 12 до 25 лет с каждой тысячи еврейских мужчин. Совершеннолетних определяли на действительную службу, а малолетних направляли в кантонистские школы «для приготовления к службе» в отдалённые, зачастую с суровыми климатическими условиями регионы Российской империи, в том числе и в Казахстан.
Примерно в 1870 году в городе Верном (нынешнем Алматы) сложилась первая еврейская община, состоявшая из николаевских солдат и их потомков. Их было немного — не более ста человек. Они открыли первую синагогу в простой деревянной избе в 1884 году и добились регистрации еврейского молитвенного общества в 1907 году.
В царской России Казахстан был одним из мест ссылки неугодных власти лиц. Немало евреев, принимавших активное участие в общественной жизни того времени, оказались здесь по этой причине.
В ходе реализации таких советских проектов, как строительство Турксиба, освоение Целины и другие, в Казахстан прибыли и остались на долгое время многочисленные специалисты с семьями.
Значительное увеличение численности евреев в Центральной Азии произошло во время Великой Отечественной войны. В Казахстан, так же как и в соседние республики, приехали люди, в большинстве своём имеющие высшее образование или обладающие различными профессиональными навыками. Они сыграли немаловажную роль в интенсивном развитии многих областей человеческой жизнедеятельности, в частности, промышленности, медицине, искусстве, кино, образовании, науке.
Наконец, в долгие годы сталинских репрессий в Казахстан были насильно переселены тысячи еврейских семей с Украины, из Белоруссии, Кавказа, России, Прибалтики.

### Евреи и другие этносы, традиционно исповедующие иудаизм
| Этнос                 | Перепись 1970 года | Перепись 1979 года | Перепись 1989 года | Перепись 1999 года | Перепись 2009 года |
| --------------------- | ------------------ | ------------------ | ------------------ | ------------------ | ------------------ |
| Евреи                 | 27013              | 22762              | 17515              | 6745               | 3485               |
| Евреи горские         | 50                 | 118                | 384                | 14                 | 30                 |
| Евреи грузинские      | 103                | 183                | 179                | 18                 | 23                 |
| Евреи среднеазиатские | 481                | 316                | 772                | 28                 | 5                  |
| Евреев всего:         | 27647              | 23379              | 18850              | 6805               | 3543               |
| Караимы               | 50                 | 33                 | 33                 | 28                 | 231                |
| Крымчаки              | 42                 | 87                 | 61                 | 20                 | 35                 |
| Таты                  | 48                 | 135                | 175                | 51                 | 93                 |

| Этнос                 | Численность иудеев |
| --------------------- | ------------------ |
| Казахи                | 1929               |
| Русские               | 1452               |
| Корейцы               | 211                |
| Украинцы              | 108                |
| Немцы                 | 89                 |
| Татары                | 47                 |
| Узбеки                | 34                 |
| Уйгуры                | 34                 |
| Белорусы              | 25                 |
| Азербайджанцы         | 16                 |
| Поляки                | 14                 |
| Курды                 | 11                 |
| Турки                 | 7                  |
| Чеченцы               | 6                  |
| Киргизы               | 6                  |
| Дунгане               | 4                  |
| Таджики               | 2                  |
| другие национальности | 1286               |
| ВСЕГО:                | 5281               |

Из таблицы следует, что все этносы, традиционно исповедующие иудаизм, в официально опубликованных материалах переписи о религиозном составе населения, учтены (совокупно с рядом других национальностей) в графе «другие национальности». При этом, хотя учтённая переписью численность этносов, традиционно исповедующих иудаизм, составляет почти 4 тысячи человек, число иудаистов в графе «другие национальности» составляет всего 1286 человек. Из указанного следует, что лица, при переписи декларировавшие принадлежность к этносам, которые традиционно исповедуют иудаизм, на вопрос о религиозной принадлежности в подавляющем большинстве случаев заявили о принадлежности не к иудаизму, а к другим религиям, либо заявили о том, что являются неверующими, либо вообще отказались давать ответ на вопрос об отношении к религии.
Таким образом, согласно данным переписи населения 2009 года, наибольшее число приверженцев иудаизма имеется среди казахов (1929 человек, то есть 36,5 % всех иудаистов Казахстана) и русских (1452 человека, то есть 27,5 % всех иудаистов Казахстана). Свыше 1 тысячи человек иудейского вероисповедания в материалах переписи учтены в категории «другие национальности», в которую входят все этносы численностью менее 23 тысяч человек, в том числе и почти 4 тысячи евреев. Следующей по численности этнической группой, исповедующей иудаизм, являются корейцы (211 человек), за ними украинцы (108 человек) и немцы (89 человек).
Иными словами, в Казахстане иудаистов (по данным переписи населения 2009 года) больше, чем евреев, но среди евреев подавляющее большинство себя к иудаизму не относят.

### Религиозная жизнь
Неотъемлемой частью жизни еврейского народа является соблюдение заповедей, которое не зависит ни от материального, ни от социального, географического или иного положения. Поэтому во все периоды истории среди евреев существовали люди, считающие соблюдение религиозных традиций и оказание помощи другим в этом соблюдении главным смыслом жизни. Евреи всегда могли с помощью таких людей, вне зависимости от того, являлись ли они раввинами или нет, прильнуть к духовному источнику Торы. Еврейская религиозная жизнь не затухала, как в период существования Великого шёлкового пути, так и в годы борьбы советской власти с проявлениями религиозности.

### Настоящее время
Современный активный этап возрождения еврейской жизни в Казахстане начался в 1994 году с приезда раввина Ешаи Когена. Молодой посланник Любавичского Ребе прибыл в страну по просьбе казахстанской еврейской общины, чтобы возглавить общину и наладить полноценную религиозную жизнь.
Однако начало этого этапа, вероятно, правильнее будет отсчитывать с момента прибытия в Казахскую ССР раввина Леви-Ицхака Шнеерсона, родившегося на Украине в 1871 году и многие годы являвшегося главным раввином г. Днепропетровска. Его старший сын раввин Менахем-Мендл Шнеерсон, — седьмой Любавичский Ребе. (Любавичский Ребе — лидер движения «Хабад», которое зародилось в конце XVIII в. в России в местечке Любавичи. В период сталинских репрессий раввин Л.-И. Шнеерсон всячески поддерживал религиозную жизнь евреев Днепропетровска, был арестован НКВД в марте 1939 года за религиозную деятельность, обвинён в антисоветской пропаганде, сослан в Казахстан, в посёлок Чиили Кызылординской области где до конца своих дней продолжал деятельность раввина, обучая Торе.
Он умер в 1944 году, вскоре после его перевода из п. Чиили, похоронен в г. Алматы. В 1989 году раввин Леви-Ицхак Шнеерсон был реабилитирован.
19 декабря 1999 года Президент Республики Казахстан Н. А. Назарбаев лично передал 3 тома материалов дела раввина Л.-И. Шнеерсона из архивов КГБ библиотеке Любавичского Ребе в Нью-Йорке. Его могила, как могила великого праведника, является местом паломничества, его имя носит Центральная синагога Казахстана, построенная неподалёку от его могилы.
Сегодня казахстанская еврейская община развивается, налаживаются связи с общинами и еврейскими организациями других стран, строятся синагоги, издаётся собственная газета, налажено кашерное производство некоторых продуктов питания, нуждающиеся члены общины получают необходимую помощь, действует специальная группа, осуществляющая еврейские похороны, во всех казахстанских городах работают еврейские организации, открыты клубы для людей разных возрастов и интересов.
Согласно данным Евроазиатского еврейского конгресса в данное время в Казахстане проживает около 45 тысяч евреев.